# Локе при Загорју
Локе при Загорју (словен. Loke pri Zagorju) је насељено место у општини Загорје об Сави, Засавска регија, Словенија.

## Историја
До територијалне реорганизације у Словенији биле су у саставу старе општине Загорје об Сави.

## Становништво
У попису становништва из 2011. године, Локе при Загорју су имале 211 становника.
| Број становника према пописима | Број становника према пописима | Број становника према пописима |
| ------------------------------ | ------------------------------ | ------------------------------ |
| 1991                           | 2002                           | 2011                           |
| 250                            | 241                            | 211                            |

Напомена: До 1955. исказивано под именом Локе.